# Meister der Willehalm-Handschrift Wenzels IV.

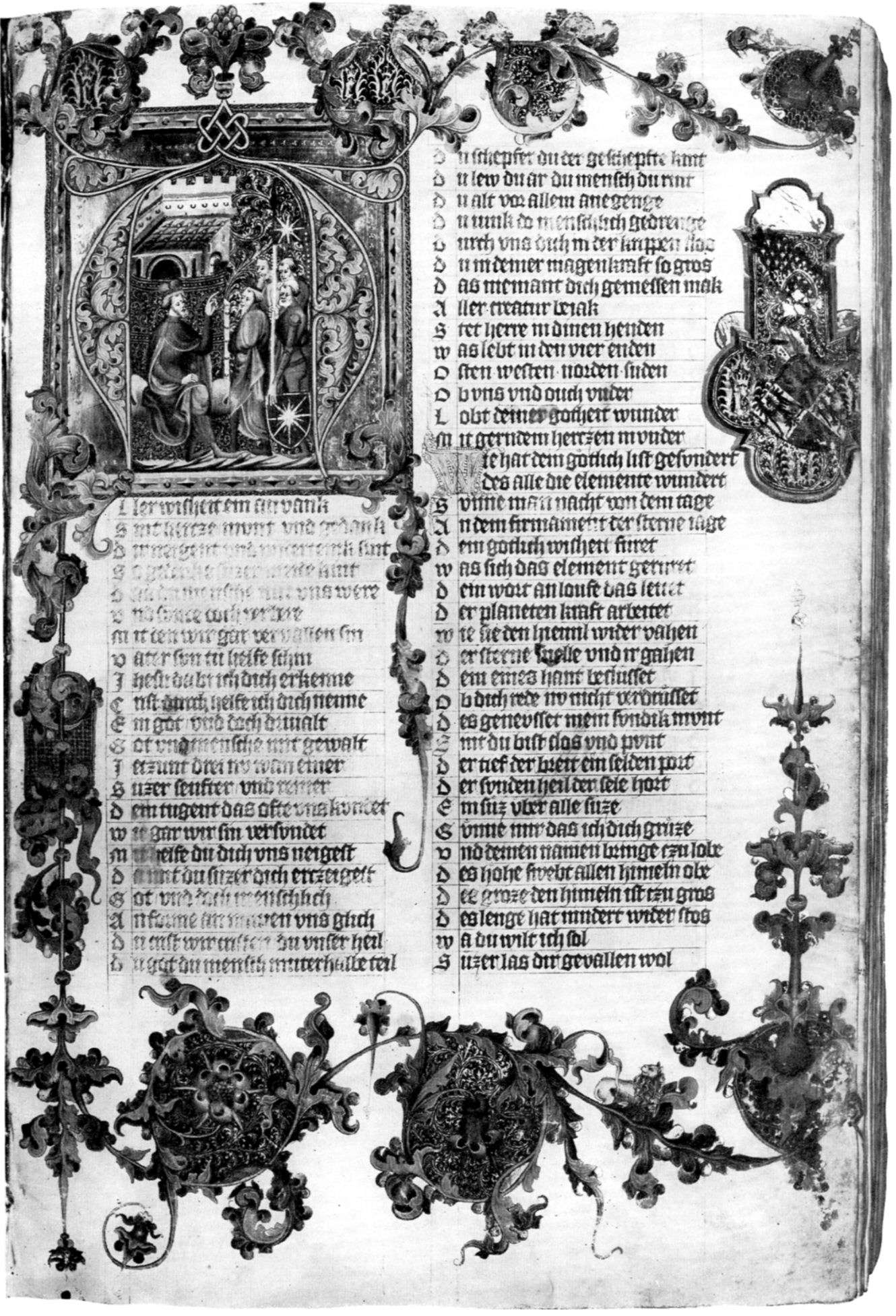
Willehalm-Handschrift Wenzels IV., um 1387 (Detail)

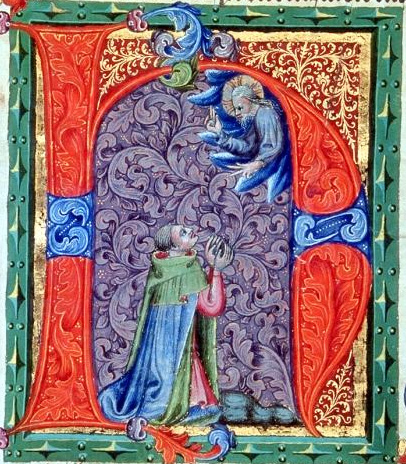
Ulrich von Türheim in einer Darstellung aus der Handschrift

Als Meister der Willehalm-Handschrift Wenzels IV. wird der Buchmaler bezeichnet, der um 1387 eine der heute noch erhaltenen 71 vollständigen Willehalmhandschriften ausgemalt hat. Er illustrierte im Auftrag des böhmischen Königs Wenzels IV. diese Abschrift des Rennewart, einer Fortsetzung des Willehalm Wolframs von Eschenbach des mittelalterlichen Dichters Ulrich von Türheim.
Königs Wenzel war einer der bedeutendsten fürstlichen Mäzene der Buchkunst seiner Zeit, unter seiner Herrschaft gelangte die gotische Buchkunst in Prag zur Hochblüte. Die vom Meister der Willehalm-Handschrift Wenzels IV. geschaffenen Bilder zählen zu den neben der Wenzelsbibel sicher aus der Prager Wenzelswerkstatt erhaltenen Werken der Buchmalerei dieser Zeit. Neben der Bibel sind die Bilder der größte gemalte Miniaturenzyklus aus dieser Werkstatt und ein typisches Beispiel für eine durchgehende Illustration eines Werkes, wie sie zu Beginn des 14. Jahrhunderts mit der Ausmalung anderer Abschriften des Willehalm-Codex begonnen hatte. Die Bilder interpretieren den Text. Sie sind nicht nur Ausschmückung, sondern Ergänzung und auch Erweiterung des Textinhaltes. Sie sind ein gemeinsames, durchgehendes und fortlaufendes Bildprogramm, das, wie bei anderen Werken der Werkstatt ebenfalls zu finden, zusammen mit einer mit dem Geschmack und Repräsentationsvorhaben des Auftraggebers vertrauten Person aufgestellt wurde; nach Auswahl der zu illustrierenden Szenen wurden dann wohl „Regieanweisungen“ an den Maler gegeben. Dabei hat der ausführende Künstler dann aber dennoch in der künstlerischen Ausstattung seine eigene Interpretation beigetragen und seine eigene Sicht der Details in die Verbindungen von Wort und Bild eingebracht.
Das vom Meister der Willehalm-Handschrift Wenzels IV. illustrierte Manuskript findet sich heute in der Österreichischen Nationalbibliothek in Wien.